# Plaisians
Plaisians is een gemeente in het Franse departement Drôme (regio Auvergne-Rhône-Alpes) en telt 183 inwoners (2004). De plaats maakt deel uit van het arrondissement Nyons.

## Geografie
De oppervlakte van Plaisians bedraagt 31,4 km², de bevolkingsdichtheid is 5,8 inwoners per km².

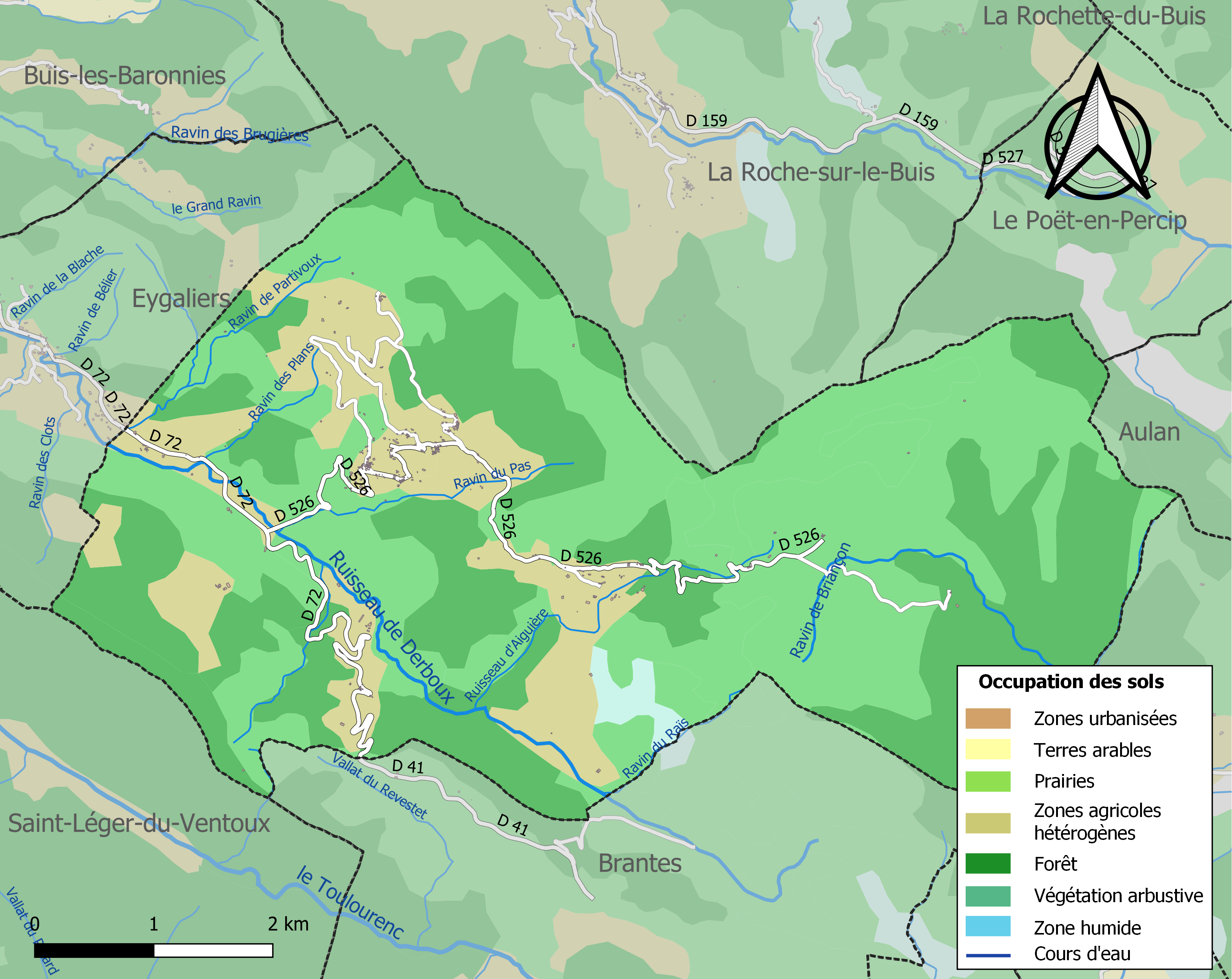
Kaart van de gemeente met belangrijkste infrastructuur, bodemgebruik en omliggende gemeenten

## Demografie
Onderstaande figuur toont het verloop van het inwonertal (bron: INSEE-tellingen).

## Afbeeldingen

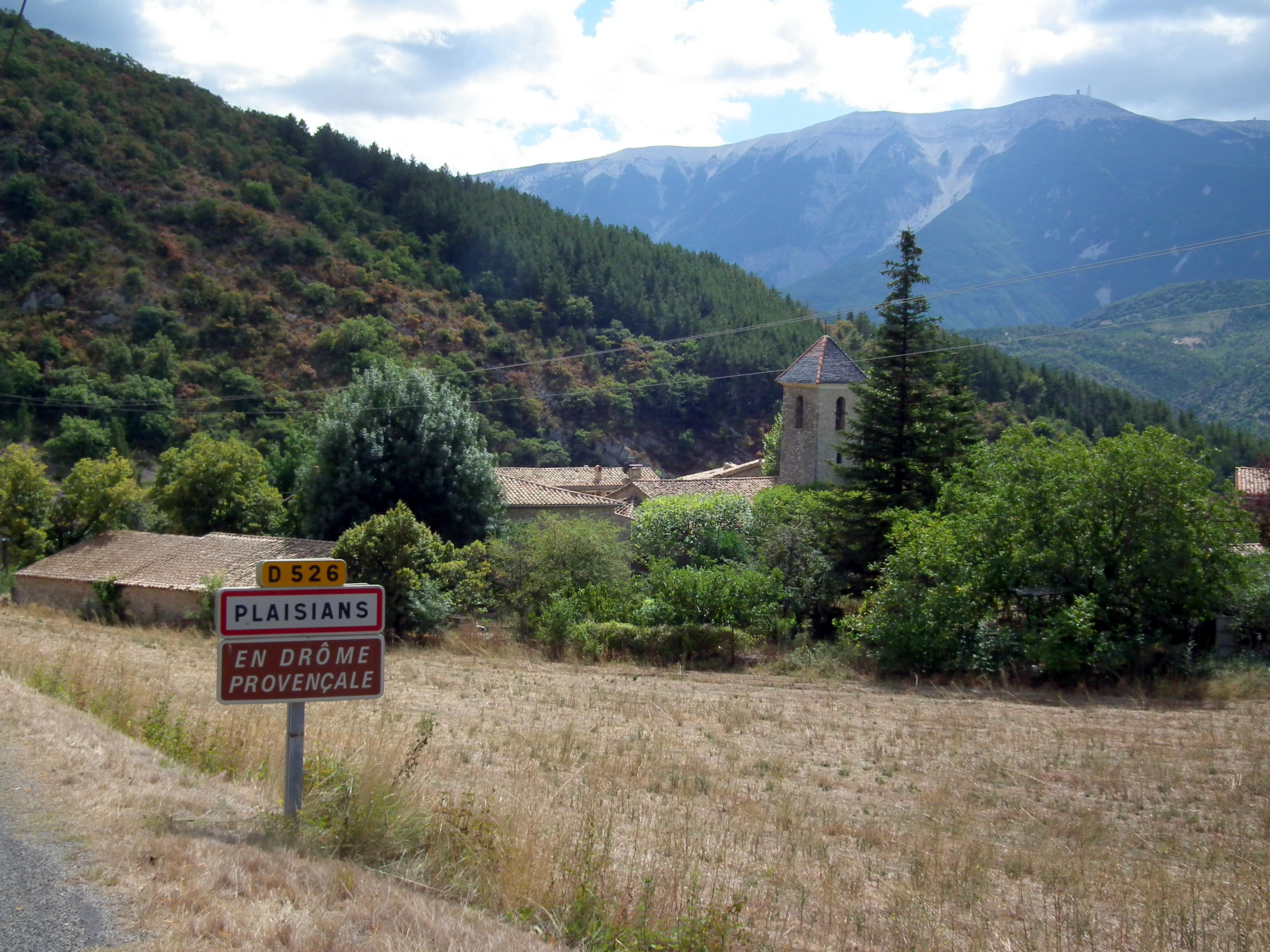
Gezicht op Plaisians
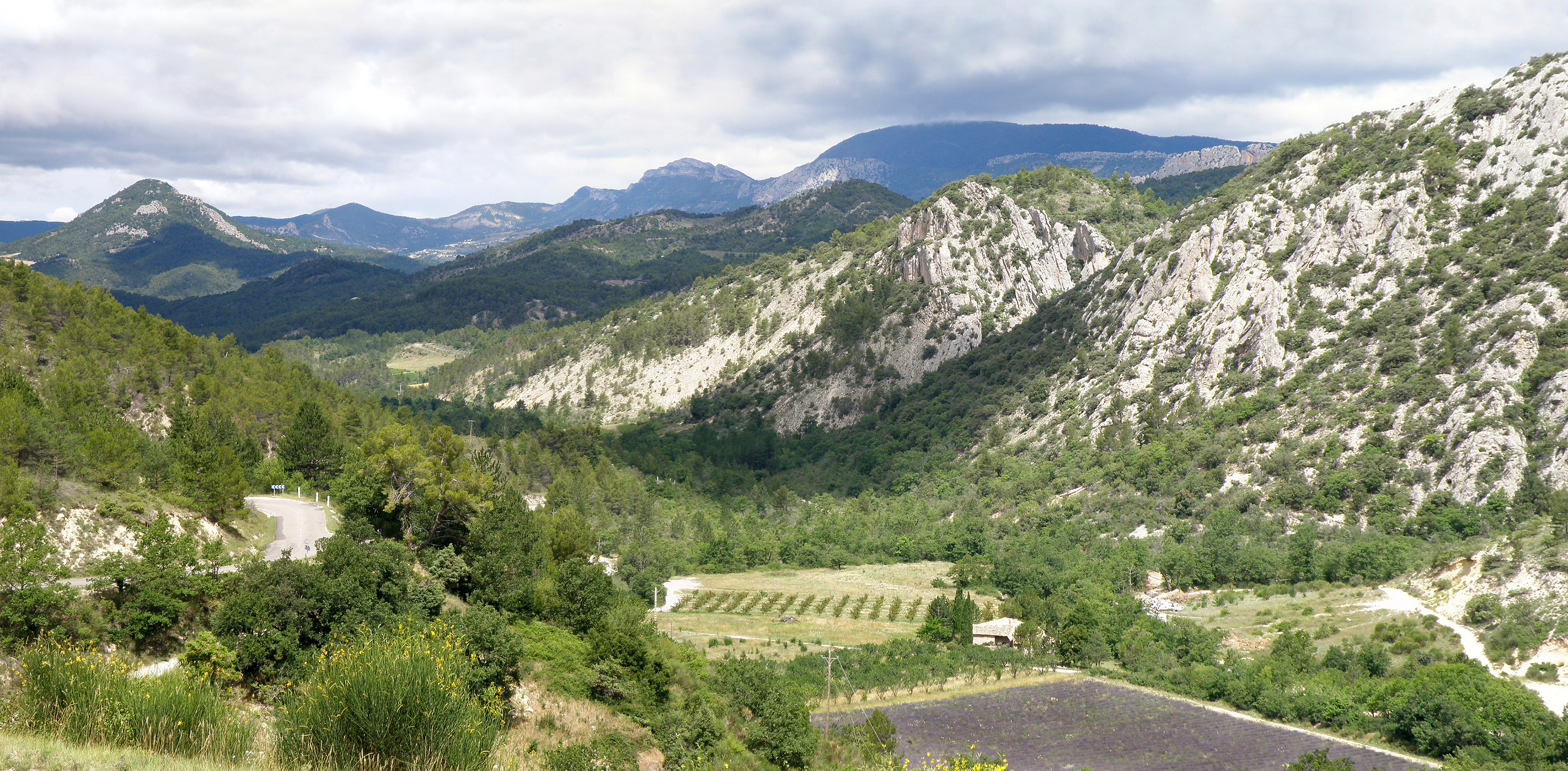
Landschap bij Plaisians
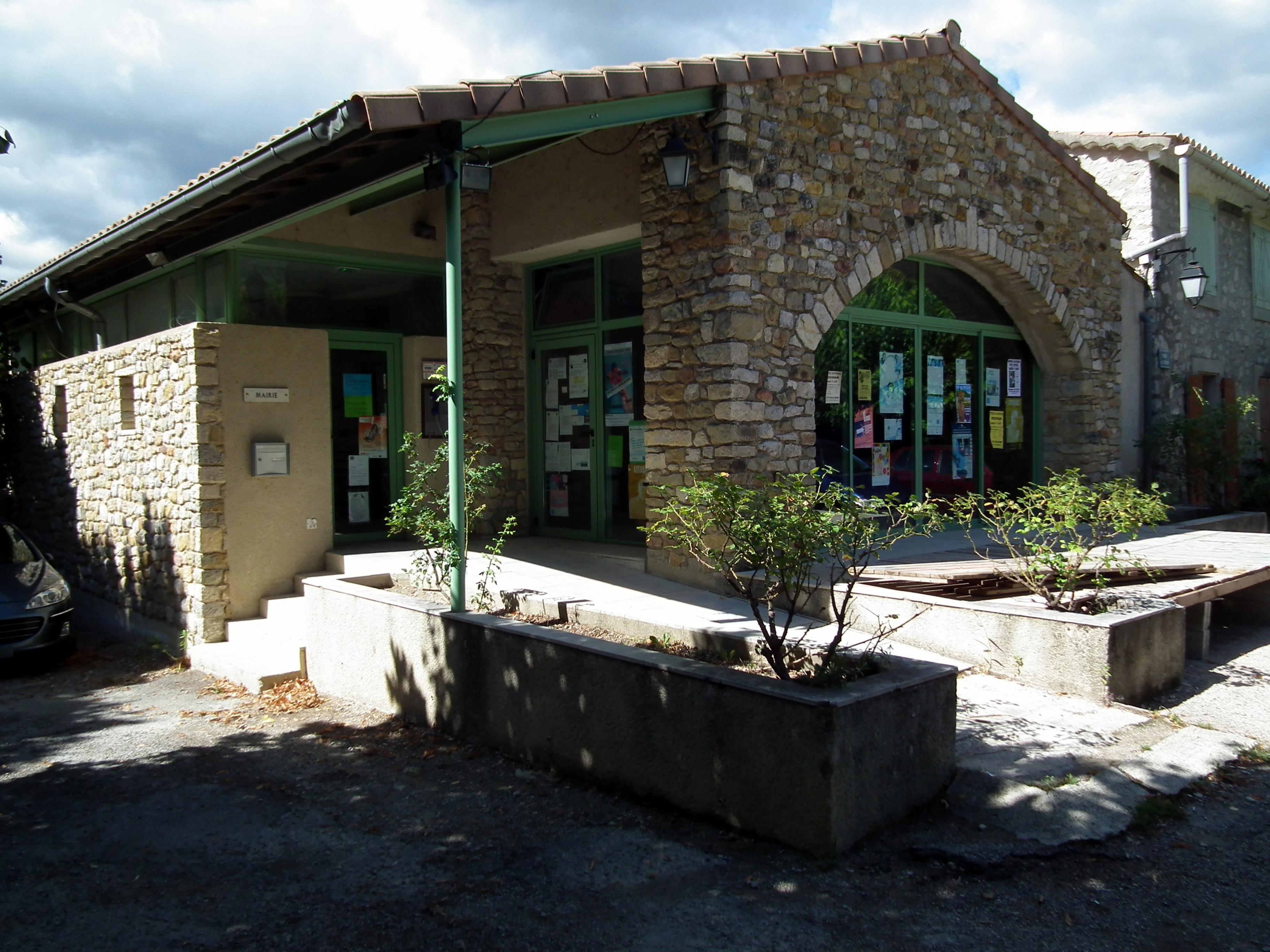
Gemeentehuis
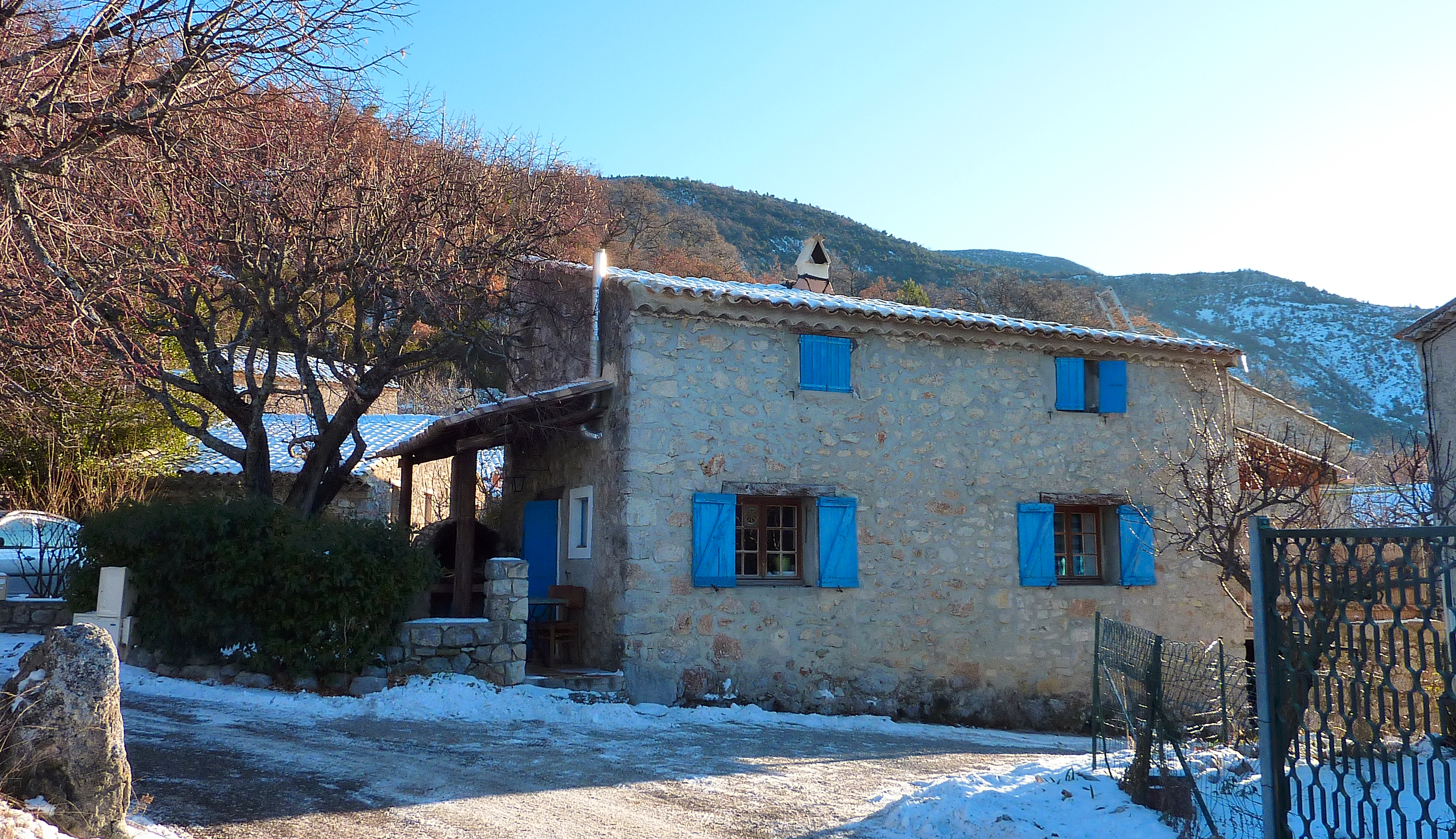
Gîte